# 血綠素

Chlorocruorin.

血綠素
是一種存在於多種環節動物（特別是多個多毛綱物種，例如龍介蟲科）血液的血漿裡的帶氧蛋白，負責為身體組織攜帶氧氣。這種血綠素與氧氣結合的親和力較大多數的血紅蛋白為低，但與一氧化碳結合的親和力，是人血內的血紅素的570倍。
血綠素是一種（雙色）化合物，其顏色隨含氧量而變：脫氧時呈綠色，但帶氧時呈紅色；在濃度低的溶液呈綠色、濃度高時變淺紅色。
血綠素是一個巨大分子，但不存在於紅血球內，而是自由地在血漿內漂浮。其結構跟無脊椎動物血紅蛋白非常相像；而無脊椎動物血紅蛋白的結構又跟肌紅蛋白（myoglobin）只有幾個subunits的差異。它本身由多組16-17kDa的類肌紅蛋白單元排列，形成一個有超過一百個單元的巨型複雜構造，蛋白間有互連，總重量超過3600kDa。The only significant difference between chlorocruorin and erythrocruorin is that chlorocruorin carries an abnormal heme group structure。

## 外部連結
- 醫學主題詞表（MeSH）：chlorocruorin